# 風寒指數

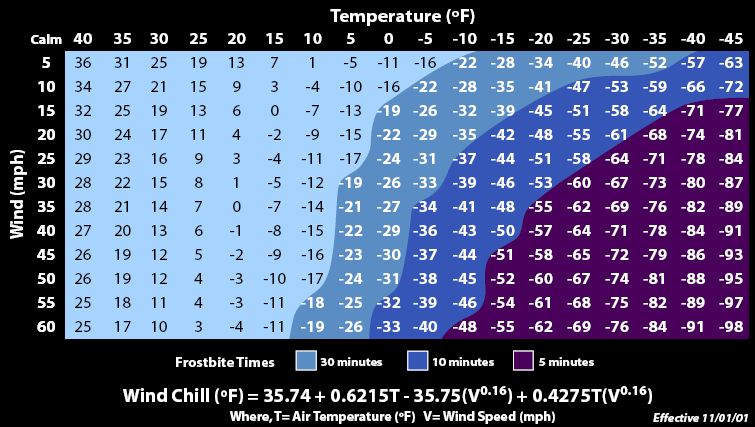
風寒指數表

風寒指數是一種暴露於皮膚的表觀氣溫，是由氣溫與風速所對應的函數。

## 風寒效應
風寒指數是根據風寒效應所定立的指數。而風寒效應的出現是由於風也會影響我們對冷的感覺，引致溫度計的讀數有些時候可與人們對冷暖的感覺有明顯的分別。在冬季期間，持續的強風天氣會令我們對冷的感覺來得更強烈。這個風速與人體對外界溫度感覺的關係，稱為「風寒效應」。

## 计算公式
{\displaystyle W=13.12+0.6215T_{air}-11.37V_{10m}^{0.16}+0.3965T_{air}V_{10m}^{0.16}\ \,}
这里 
{\displaystyle W\,\!} = 風寒指數
{\displaystyle T_{air}\,\!} = 温度 [oC]
{\displaystyle V_{10m}\,\!} = 是10米处的风速[公里/小时]

## 風凍效應表
- 攝氏溫標的風寒指數
- 在−15 °C（5 °F）時比較新舊的風寒值
- 風寒計算器

## 外部連結
- . 加拿大環境部.   [2014-02-12]. （原始内容存档于2017-11-18）.
- . 順德聯誼總會翁祐中學.   [2008-12-24]. （原始内容存档于2016-03-04）.
- . 香港民辦天文台.   [2010-03-07]. （原始内容存档于2010-03-10）.